# Malvine
La malvine, ou malvidine-3,5-diglucoside, est une anthocyane qu'on trouve notamment dans des pigments de mauves, de primevères ou encore de rhododendrons.